# Regnbueørred
Regnbueørred (Oncorhynchus mykiss) er en fiskeart i slægten stillehavslaks. Den har sin naturlige udbredelse i det vestlige Nordamerika og nordøstlige Asien, men er indført til mange dele af verden og betragtes nogle steder som en invasiv art. Den form af regnbueørred, der lever i havet, men vandrer op i vandløb, for at gyde, kaldes steelhead.

## Dansk forekomst og levevis
Regnbueørred blev indført til danske dambrug i slutningen af 1800-tallet og har siden været en vigtig eksportvare, idet Danmark er en af verdens største ørredproducenter. Undslupne fisk fra dambrug findes i mange danske åer og langs kysterne. Her lever regnbueørred af insekter og andre hvirvelløse dyr samt fisk som hundestejler, små skaller og yngel af både ørred og artsfæller.

## Udseende
Regnbueørred ligner bækørred i kropsform, men kendes på sit rødviolet-iriserende bånd, der løber henad siderne. Kroppen er mørkt plettet og pletterne fortsætter ud på halefinnen.
De største eksemplarer i Danmark bliver sjældent over 70 centimeter og 7 kilogram.

## Navn
Regnbueørred har fået sit navn på grund af det rødlige bælte langs siderne. Det videnskabelige artsnavn mykiss kommer af fiskens lokale navn på Kamchatka, nemlig "mikizha" eller "mykyz".